# Nicolo Maria Pallavicino
Nicolo Maria Pallavicino (1621-1692) fue un jesuita natural de Italia.

## Biografía
Pallavicino era natural de la República de Génova y fue teólogo y panegirista de la reina Cristina de Suecia, y uno de los fundadores de la Academia Real establecida por esta princesa: La reina Cristina de Suecia después de haber abdicado de su Corona se habia establecido en Roma y en 1690 reunió en el palacio Corsini una sociedad de sabios y literatos con el nombre de Arcadia romana (cita de la obra de Diego Barros Arana: «Elementos de literatura», Santiago de Chile, 1869). Por otra parte, el Papa Inocencio XI le designó como teólogo de la Penitenciaria, examinador de los obispos y calificador del Santo Oficio.
Pallavicino pasó gran parte de su vida en Roma y ejerció el empleo de prefecto de los estudios en el Colegio Romano y publica en 1686 «Defensa de la Iglesia católica o del Santo Pontificado», 3 vols. en folio, obra remarcable por su erudición, la cual proporcionó a muchos apologistas de la Iglesia de Roma argumentos y evidencias.
Pallavicino dejó escritas otras obras como la biografía de Gregorio Taumaturgo, Padre de la Iglesia cuyas obras escritas fueron publicadas por Gérard Vossius (1577-1649), escritor natural de Heidelberg, profesor de elocuencia y cronología de la universidad de Leiden, posteriormente profesor de historia en la nueva academia de Ámsterdam, y su hijo Isaac Vossius (1618-1689) se distinguió como filólogo, quien estuvo también unos años al servicio de Cristina de Suecia, para luego pasar a Inglaterra donde Carlos II de Inglaterra le otorgó el canonicato de Windsor. Otras obras de Pallavicino, las siguientes: sobre la prosperidad de la iglesia católica, sobre la felicidad del justo, sobre la excelencia de Dios, en defensa de la autoridad pontificia y sobre Cristina de Suecia.
Familiar de Pallavicino era Ferrante Pallavicino (1615-1644) canónico de Letrán en Venecia y escritor de diversas obras como las siguientes: «La Taliclea», «La rete di Vulcano», «L'anima», «Il divortio celeste:....» (Iglesia Católica-Literatura controvertida), «Baccinata overo Battarella...» (Urbano VIII-sátira), «La disgratia del Conte d'Olivarez» (obra sobre el Conde-Duque de Olivares), «Il Sansone», «La Bersabee» y otras.

## Obras
- Gregorio Taumaturgo, Roma, 1649.
- Alla sacra real maestà di Christina,..., A. Bernabo, 1679.
- Le moderne prosperità della chiesa cattolica contro il maccomettismo, Roma, 1688.
- Difesa del pontificato romano e della Chiesa cattolica, Roma, 1687, 3 vols.
- Considerazioni sopra l'eccellenze di Dio, Roma, 1693.
- Dell'eterna felicita de'giusti, Roma, 1694.
- La grandezze della Madre di Dio.
- Difesa della Providenza Divina per grandi Acquisto fatto della Reina di Suezia alla religione cattolica..........